# Josef Petřík (politik)
Josef Petřík (22. prosince 1873 Druztová – 1945) byl český a československý politik a meziválečný senátor Národního shromáždění za Československou sociálně demokratickou stranu dělnickou.

## Biografie
Profesí byl tajemníkem Svazu domkářů v Plzni.
V parlamentních volbách v roce 1920 získal za Československou sociálně demokratickou stranu dělnickou senátorské křeslo v Národním shromáždění. Mandát obhájil v parlamentních volbách v roce 1925 a parlamentních volbách v roce 1929. V senátu zasedal do roku 1935.
V červnu 1935 ho na Václavském náměstí v Praze porazil osobní automobil. Petřík byl odvezen do nemocnice. Zranění byla jen lehkého charakteru.